# Круглолист великолистий
Круглолист великолистий (Rhizomnium magnifolium) — вид мохів порядку головмохальних (Bryales).

## Поширення
Ареал охоплює такі частини світу: Європа, Північна Америка, Азія.
Населяє заліснені береги струмків, просочування в ґрунті, гумусі, камені; від низьких до помірних висот.

## Характеристика

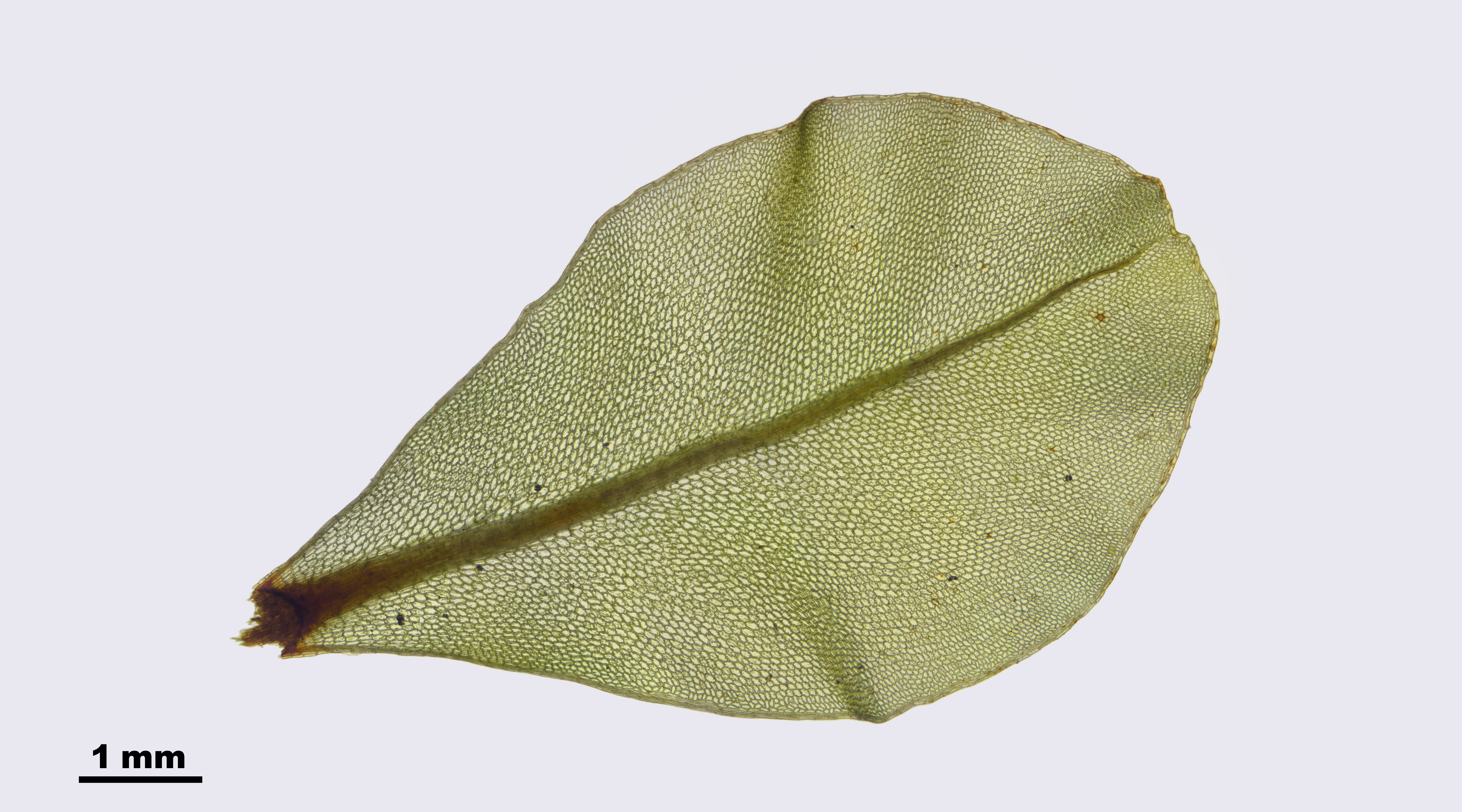

Рослини (2)3–6(10) см. Стебла від червонувато-коричневого до чорного у старості. Листки від зеленого до темно-зеленого кольору, в сухому стані зігнуті, обернено-яйцеподібні чи широко-еліптичні, 4–9(12) мм; краї зелені або іноді червонуваті, 1- або 2-шаруваті; верхівка заокруглена або сітчаста, іноді вирізана, рідко слабо загострена. Вид дводомний. Коробочкові ніжки 2–4 см. Коробочка довгаста чи циліндрична, 3–4 мм. Спори 25–35 мкм.